# Chionaema liboria
Chionaema liboria är en fjärilsart som beskrevs av Stoll 1782. Chionaema liboria ingår i släktet Chionaema och familjen björnspinnare. Inga underarter finns listade i Catalogue of Life.